# 阿留申軟杜父魚
阿留申軟杜父魚，為輻鰭魚綱鮋形目杜父魚亞目隱棘杜父魚科的其中一種，為溫帶海水魚，分布於北太平洋堪察加半島、鄂霍次克海至白令海、阿拉斯加海域，棲息深度300-1000公尺，本魚身體經常有黑色斑點，寬的黑色條紋從背鰭軟條到臀鰭，尾柄與鰭白色，背鰭硬棘7-10枚、背鰭軟條13-15枚、臀鰭軟條10-13枚，體長可達9.8公分，棲息在沙底質底層水域，生活習性不明。

## 扩展阅读
維基物種上的相關：阿留申軟杜父魚